# Liste des chansons de Phil Ochs
Phil Ochs interprète plus de 200 chansons au cours de sa brève carrière. Il est l'auteur de la majeure partie d'entre elles. En concert, il reprend parfois des compositions d'autres musiciens.

## A
- Haut – A
- B
- C
- D
- E
- F
- G
- H
- I
- J
- K
- L
- M
- N
- O
- P
- Q
- R
- S
- T
- U
- V
- W
- X
- Y
- Z

| Titre                     | Albums | Remarques                                                                                                   |
| ------------------------- | --- | --- |
| All Shook Up              | En concert : - Gunfight at Carnegie Hall (1975)                                                              | Écrite par Otis Blackwell et Elvis Presley, interprétée en medley avec d'autres chansons de Presley.        |
| A.M.A. Song               | Démo : - On My Way (album de Phil Ochs) (2010) Studio : - A Toast to Those Who Are Gone (1986)               | Chanson adressée à l'Association médicale américaine.                                                       |
| Another Age               | Studio : - Rehearsals for Retirement (1969) En concert : - There and Now: Live in Vancouver 1968 (1990/1991) | |
| Another Country           | Démo : - The Broadside Tapes 1 (1989)                                                                        | |
| Are You Lonesome Tonight? | En concert : - Gunfight at Carnegie Hall (1975)                                                              | Écrite par Roy Turk (en) et Lou Handman (en), interprétée en medley avec d'autres chansons d'Elvis Presley. |
| Automation Song           | Studio : - All the News That's Fit to Sing (1964)                                                            | |

## B
- Haut – A
- B
- C
- D
- E
- F
- G
- H
- I
- J
- K
- L
- M
- N
- O
- P
- Q
- R
- S
- T
- U
- V
- W
- X
- Y
- Z

| Titre                                  | Albums | Remarques                                                                 |
| -------------------------------------- | --- | ------------------------------------------------------------------------- |
| Bach, Beethoven, Mozart and Me         | Studio : - Greatest Hits (1970) |                                                                           |
| The Ballad of Alferd Packer            | Démo : - The Broadside Tapes 1 (1989) - On My Way (2010) | Chanson sur Alferd Packer, un guide de montagne coupable de cannibalisme. |
| The Ballad of Billie Sol               | Studio : - A Toast to Those Who Are Gone (1986) | Chanson sur l'homme d'affaires Billie Sol Estes (en).                     |
| The Ballad of John Henry Faulk         | Démo : - The Broadside Tapes 1 (1989, recorded 1962) | Chanson sur le présentateur radio John Henry Faulk.                       |
| The Ballad of Oxford (Jimmie Meredith) | Démo : - On My Way (2010) Studio : - A Toast to Those Who Are Gone (1986) | Chanson sur l'étudiant afroaméricain James Meredith.                      |
| The Ballad of U.S. Steel               | Démo : - On My Way (2010) |                                                                           |
| The Ballad of the Carpenter            | Studio : - I Ain't Marching Anymore (1965) En concert : - Live Again! (2014) | Écrite par Ewan MacColl.                                                  |
| Ballad of William Worthy               | Démo : - On My Way (2010) Studio : - Broadside Ballads Volume 1 (1963) - All the News That's Fit to Sing (1964)                                                                                 | Chanson sur le journaliste William Worthy.                                |
| Basket in the Pool                     | Studio : - Greatest Hits (1970) |                                                                           |
| The Bells                              | Studio : - All the News That's Fit to Sing (1964) En concert : - There and Now: Live in Vancouver 1968 (1990/1991) - Amchitka (2009) - Live Again! (2014) - Live in Montreal, 10/22/1966 (2017) | Paroles adaptées du poème Les Cloches d'Edgar Allan Poe.                  |
| Bobby Dylan Record                     | Démo : - On My Way (2010) |                                                                           |
| Bound for Glory                        | Studio : - All the News That's Fit to Sing (1964) | Chanson sur le chanteur folk Woody Guthrie.                               |
| Boy in Ohio                            | Studio : - Greatest Hits (1970) En concert : - Live Again! (2014) |                                                                           |
| Bracero                                | En concert : - Phil Ochs in Concert (1966) | Chanson sur le programme Bracero.                                         |
| Bwatue                                 | Studio : - single (1973) | Coécrite avec deux musiciens africains, Dijiba et Bukasa.                 |

## C
- Haut – A
- B
- C
- D
- E
- F
- G
- H
- I
- J
- K
- L
- M
- N
- O
- P
- Q
- R
- S
- T
- U
- V
- W
- X
- Y
- Z

| Titre                  | Albums | Remarques                                                                                             |
| ---------------------- | --- | --- |
| Canons of Christianity | En concert : - Phil Ochs in Concert (1966) | |
| Celia                  | Studio : - All the News That's Fit to Sing (1964) | |
| Changes                | Démo : - Sings for Broadside (1976) En concert : - Phil Ochs in Concert (1966) - There and Now: Live in Vancouver 1968 (1990/1991) - Amchitka (2009) - Live Again! (2014) - Live in Montreal, 10/22/1966 (2017)            | |
| Changing Hands         | Démo : - Broadside Reunion (1972) | |
| Chaplain of the War    | En concert : - Live in Montreal, 10/22/1966 (2017) | |
| Chords of Fame         | Studio : - Greatest Hits (1970) En concert : - Gunfight at Carnegie Hall (1975) - Amchitka (2009) - Live Again! (2014) | |
| Christine Keeler       | Démo : - The Broadside Tapes 1 (1989) | Chanson inspirée par Christine Keeler et Mandy Rice-Davies, deux femmes au cœur de l'affaire Profumo. |
| City Boy               | Studio : - A Toast to Those Who Are Gone (1986) | |
| Colored Town           | Studio : - A Toast to Those Who Are Gone (1986) | |
| The Confession         | Démo : - Farewells and Fantasies (1997) | |
| Cops of the World      | En concert : - Phil Ochs in Concert (1966) - Live in Montreal, 10/22/1966 (2017) | |
| Cross My Heart         | Démo : - Farewells and Fantasies (1997) Studio : - Pleasures of the Harbor (1967) En concert : - Live at Newport (1996) - Live in Montreal, 10/22/1966 (2017)                                                              | |
| Crucifixion (en)       | Studio : - Pleasures of the Harbor (1967) En concert : - There and Now: Live in Vancouver 1968 (1990/1991) - Chords of Fame (1976) - Sings for Broadside (1976) - Live Again! (2014) - Live in Montreal, 10/22/1966 (2017) | |

## D
- Haut – A
- B
- C
- D
- E
- F
- G
- H
- I
- J
- K
- L
- M
- N
- O
- P
- Q
- R
- S
- T
- U
- V
- W
- X
- Y
- Z

| Titre                            | Albums | Remarques                          |
| -------------------------------- | --- | ---------------------------------- |
| Davey Moore                      | Démo : - On My Way (2010) Studio : - The Early Years (2000)                                                  | Chanson sur le boxeur Davey Moore. |
| Days of Decision                 | Démo : - Sings for Broadside (1976) Studio : - I Ain't Marching Anymore (1965)                               |                                    |
| Doesn't Lenny Live Here Anymore? | Studio : - Rehearsals for Retirement (1969) En concert : - Live in Montreal, 10/22/1966 (2017)               |                                    |
| The Doll House                   | Studio : - Rehearsals for Retirement (1969) En concert : - There and Now: Live in Vancouver 1968 (1990/1991) |                                    |
| Don't Try Again                  | Démo : - On My Way (2010)                                                                                    |                                    |
| Do What I Have to Do             | Studio : - A Toast to Those Who Are Gone (1986) En concert : - Sing for Freedom (May 1964)                   |                                    |
| Draft Dodger Rag                 | Studio : - I Ain't Marching Anymore (1965) En concert : - Evening Concerts Volume 1 (1964)                   |                                    |

## E
- Haut – A
- B
- C
- D
- E
- F
- G
- H
- I
- J
- K
- L
- M
- N
- O
- P
- Q
- R
- S
- T
- U
- V
- W
- X
- Y
- Z

| Titre    | Albums                                          | Remarques                                                                                       |
| -------- | ----------------------------------------------- | ----------------------------------------------------------------------------------------------- |
| Everyday | En concert : - Gunfight at Carnegie Hall (1975) | Écrite par Norman Petty and Buddy Holly, interprétée en medley avec d'autres chansons de Holly. |

## F
- Haut – A
- B
- C
- D
- E
- F
- G
- H
- I
- J
- K
- L
- M
- N
- O
- P
- Q
- R
- S
- T
- U
- V
- W
- X
- Y
- Z

| Titre                  | Albums | Remarques               |
| ---------------------- | --- | ----------------------- |
| First Snow             | Démo : - On My Way (2010)                                                                                         |                         |
| The Floods of Florence | Studio : - Tape from California (1968)                                                                            |                         |
| Flower Lady            | Studio : - Pleasures of the Harbor (1967) En concert : - Live Again! (2014) - Live in Montreal, 10/22/1966 (2017) |                         |
| A Fool Such as I       | En concert : - Gunfight at Carnegie Hall (1975)                                                                   | Écrite par Bill Trader. |

## G
- Haut – A
- B
- C
- D
- E
- F
- G
- H
- I
- J
- K
- L
- M
- N
- O
- P
- Q
- R
- S
- T
- U
- V
- W
- X
- Y
- Z

| Titre                     | Albums                                          | Remarques |
| ------------------------- | ----------------------------------------------- | --------- |
| Gas Station Women         | Studio : - Greatest Hits (1970)                 |           |
| Going Down to Mississippi | Studio : - A Toast to Those Who Are Gone (1986) |           |

## H
- Haut – A
- B
- C
- D
- E
- F
- G
- H
- I
- J
- K
- L
- M
- N
- O
- P
- Q
- R
- S
- T
- U
- V
- W
- X
- Y
- Z

| Titre                                | Albums | Remarques |
| ------------------------------------ | --- | --- |
| Half a Century High                  | Studio : - Tape from California (1968) En concert : - Live at Newport (1996)                                                     | |
| The Harder They Fall                 | Studio : - Tape from California (1968) - face B du single The War Is Over (1968)                                                 | |
| Hazard, Kentucky                     | Démo : - The Broadside Tapes 1 (1989) - On My Way (2010)                                                                         | Chanson sur les mineurs de charbon du Kentucky.                                                                           |
| Heartbreak Hotel                     | En concert : - Gunfight at Carnegie Hall (1975)                                                                                  | Écrite par Thomas Durden, Elvis Presley et Mae Boren Axton (en), interprétée en medley avec d'autres chansons de Presley. |
| Here's to the State of Mississippi   | Studio : - I Ain't Marching Anymore (1965)                                                                                       | Inspirée par les meurtres de la Freedom Summer.                                                                           |
| Here's to the State of Richard Nixon | En concert : - face B de Power and the Glory (1974) - Live Again! (2014)                                                         | Version révisée de Here's to the State of Mississippi adressée au président Richard Nixon.                                |
| The Highwayman                       | Studio : - I Ain't Marching Anymore (1965) En concert : - There and Now: Live in Vancouver 1968 (1990/1991) - Live Again! (2014) | Paroles adaptées du poème The Highwayman d'Alfred Noyes.                                                                  |
| The Hills of West Virginia           | Studio : - I Ain't Marching Anymore (1965)                                                                                       | |
| How Long                             | Démo : - On My Way (2010) Studio : - The Early Years (2000)                                                                      | |
| Hunger and Cold                      | Démo : - Broadside Reunion (1972)                                                                                                | |

## I
- Haut – A
- B
- C
- D
- E
- F
- G
- H
- I
- J
- K
- L
- M
- N
- O
- P
- Q
- R
- S
- T
- U
- V
- W
- X
- Y
- Z

| Titre                       | Albums | Remarques |
| --------------------------- | --- | --- |
| I Ain't Marching Anymore    | Studio : - I Ain't Marching Anymore (1965) - single (1966) En concert : - Gunfight at Carnegie Hall (1975) - There and Now: Live in Vancouver 1968 (1990/1991) - Live at Newport (1996) - Amchitka (2009) - Live Again! (2014) - Live in Montreal, 10/22/1966 (2017) | |
| If I Knew                   | Démo : - The Broadside Tapes 1 (1989) | |
| I Kill Therefore I Am       | Studio : - Rehearsals for Retirement (1969) En concert : - There and Now: Live in Vancouver 1968 (1990/1991) | |
| I'll Be There               | Démo : - On My Way (2010) Studio : - A Toast to Those Who Are Gone (1986) | |
| I'm Going to Say It Now     | En concert : - Phil Ochs in Concert (1966) - Sings for Broadside (1976) - Amchitka (2009) - Live Again! (2014) - Live in Montreal, 10/22/1966 (2017) | Chanson sur le Free Speech Movement.                                                                                             |
| I'm Gonna Love You Too (en) | En concert : - Gunfight at Carnegie Hall (1975) | Écrite par Joe B. Mauldin (en), Niki Sullivan (en) et Norman Petty, interprétée en medley avec d'autres chansons de Buddy Holly. |
| I'm Tired                   | Studio : - A Toast to Those Who Are Gone (1986) | |
| In the Heat of the Summer   | Studio : - I Ain't Marching Anymore (1965) | Chanson sur les émeutes de Harlem de 1964 (en).                                                                                  |
| The Iron Lady               | Studio : - I Ain't Marching Anymore (1965) | Chanson sur la peine capitale.                                                                                                   |
| I Should Have Known Better  | En concert : - The Broadside Tapes 1 (1989) | Écrite par John Lennon et Paul McCartney, interprétée en duo avec Eric Andersen.                                                 |
| Is There Anybody Here       | En concert : - Phil Ochs in Concert (1966) - Live at Newport (1996) - Live Again! (2014) - Live in Montreal, 10/22/1966 (2017) | |
| I've Had Her                | Studio : - Pleasures of the Harbor (1967) En concert : - Live in Montreal, 10/22/1966 (2017) | |

## J
- Haut – A
- B
- C
- D
- E
- F
- G
- H
- I
- J
- K
- L
- M
- N
- O
- P
- Q
- R
- S
- T
- U
- V
- W
- X
- Y
- Z

| Titre               | Albums | Remarques                                                     |
| ------------------- | --- | ------------------------------------------------------------- |
| Jaramillo           | Démo : - On My Way (2010) Studio : - All the News That's Fit to Sing (1964)                                 | Chanson sur le révolutionnaire mexicain Rubén Jaramillo (en). |
| Jim Dean of Indiana | Studio : - Greatest Hits (1970)                                                                             | Chanson sur l'acteur James Dean.                              |
| Joe Hill            | Studio : - Tape from California (1968) En concert : - Amchitka (2009) - Live in Montreal, 10/22/1966 (2017) | Chanson sur le syndicaliste Joe Hill.                         |

## K
- Haut – A
- B
- C
- D
- E
- F
- G
- H
- I
- J
- K
- L
- M
- N
- O
- P
- Q
- R
- S
- T
- U
- V
- W
- X
- Y
- Z

| Titre              | Albums                                            | Remarques                                                                                   |
| ------------------ | ------------------------------------------------- | ------------------------------------------------------------------------------------------- |
| Kansas City Bomber | Studio : - single (1973)                          | Chanson écrite pour le film Kansas City Bomber, dans lequel elle n'apparaît finalement pas. |
| Knock on the Door  | Studio : - All the News That's Fit to Sing (1964) |                                                                                             |

## L
- Haut – A
- B
- C
- D
- E
- F
- G
- H
- I
- J
- K
- L
- M
- N
- O
- P
- Q
- R
- S
- T
- U
- V
- W
- X
- Y
- Z

| Titre                  | Albums | Remarques                                                                             |
| ---------------------- | --- | ------------------------------------------------------------------------------------- |
| Links on the Chain     | Studio : - Broadside Ballads Volume 3 (1964) - I Ain't Marching Anymore (1965) En concert : - Live at Newport (1996) | Chanson sur les liens entre le mouvement ouvrier et le mouvement des droits civiques. |
| Lou Marsh              | Démo : - On My Way (2010) Studio : - All the News That's Fit to Sing (1964)                                          |                                                                                       |
| Love Me, I'm a Liberal | En concert : - Phil Ochs in Concert (1966)                                                                           |                                                                                       |

## M
- Haut – A
- B
- C
- D
- E
- F
- G
- H
- I
- J
- K
- L
- M
- N
- O
- P
- Q
- R
- S
- T
- U
- V
- W
- X
- Y
- Z

| Titre                   | Albums                                                                                       | Remarques                                                                               |
| ----------------------- | -------------------------------------------------------------------------------------------- | --------------------------------------------------------------------------------------- |
| The Men Behind the Guns | Studio : - I Ain't Marching Anymore (1965)                                                   | Paroles adaptées du poème de John Rooney.                                               |
| Miranda                 | Studio : - Pleasures of the Harbor (1967) En concert : - Live in Montreal, 10/22/1966 (2017) |                                                                                         |
| Mona Lisa               | En concert : - Gunfight at Carnegie Hall (1975)                                              | Écrite par Ray Evans et Jay Livingston.                                                 |
| Morning                 | Démo : - On My Way (2010) En concert : - Farewells and Fantasies (1997)                      |                                                                                         |
| My Baby Left Me         | En concert : - Gunfight at Carnegie Hall (1975)                                              | Écrite par Arthur Crudup, interprétée en medley avec d'autres chansons d'Elvis Presley. |
| My Kingdom for a Car    | Studio : - Greatest Hits (1970)                                                              |                                                                                         |
| My Life                 | Studio : - Rehearsals for Retirement (1969)                                                  |                                                                                         |

## N
- Haut – A
- B
- C
- D
- E
- F
- G
- H
- I
- J
- K
- L
- M
- N
- O
- P
- Q
- R
- S
- T
- U
- V
- W
- X
- Y
- Z

| Titre                    | Albums                                                         | Remarques                                                                                      |
| ------------------------ | -------------------------------------------------------------- | ---------------------------------------------------------------------------------------------- |
| Never Again              | Démo : - On My Way (2010)                                      |                                                                                                |
| New Town                 | Démo : - On My Way (2010)                                      |                                                                                                |
| Niko Mchumba Ngombe      | Studio : - face B de Bwatue (1973)                             | Coécrite avec deux musiciens africains, Dijiba et Bukasa.                                      |
| No Christmas in Kentucky | Studio : - A Toast to Those Who Are Gone (1986)                |                                                                                                |
| No More Songs            | Studio : - Greatest Hits (1970) En concert : - Amchitka (2009) |                                                                                                |
| Not Fade Away            | En concert : - Gunfight at Carnegie Hall (1975)                | Écrite par Buddy Holly et Norman Petty, interprétée en medley avec d'autres chansons de Holly. |

## O
- Haut – A
- B
- C
- D
- E
- F
- G
- H
- I
- J
- K
- L
- M
- N
- O
- P
- Q
- R
- S
- T
- U
- V
- W
- X
- Y
- Z

| Titre                                | Albums | Remarques |
| ------------------------------------ | --- | --- |
| Oh, Boy!                             | En concert : - Gunfight at Carnegie Hall (1975) | Écrite par Sonny West (en), Bill Tilghman et Norman Petty, interprétée en medley avec d'autres chansons de Buddy Holly. |
| Okie from Muskogee (en)              | En concert : - Gunfight at Carnegie Hall (1975) | Écrite par Roy Burris et Merle Haggard.                                                                                 |
| Once I Lived the Life of a Commissar | Démo : - On My Way (2010) | |
| One More Parade                      | Studio : - All the News That's Fit to Sing (1964) | Chanson coécrite avec Bob Gibson.                                                                                       |
| One Way Ticket Home                  | Studio : - Greatest Hits (1970) | |
| On Her Hand a Golden Ring            | Démo : - Sings for Broadside (1976) | Chanson sur l'attentat de l'église baptiste de la 16e rue.                                                              |
| On My Way                            | Démo : - The Broadside Tapes 1 (1989) - On My Way (2010) | |
| Outside of a Small Circle of Friends | Studio : - Pleasures of the Harbor (1967) En concert : - Sings for Broadside (1976) - There and Now: Live in Vancouver 1968 (1990/1991) - Live Again! (2014) - Live in Montreal, 10/22/1966 (2017) | Chanson inspirée par le meurtre de Kitty Genovese.                                                                      |

## P
- Haut – A
- B
- C
- D
- E
- F
- G
- H
- I
- J
- K
- L
- M
- N
- O
- P
- Q
- R
- S
- T
- U
- V
- W
- X
- Y
- Z

| Titre                   | Albums | Remarques                                                           |
| ----------------------- | --- | ------------------------------------------------------------------- |
| The Party               | Studio : - Pleasures of the Harbor (1967) En concert : - Live at Newport (1996) - Live Again! (2014) - Live in Montreal, 10/22/1966 (2017) |                                                                     |
| The Passing of My Life  | Démo : - The Broadside Tapes 1 (1989) |                                                                     |
| Paul Crump              | Démo : - On My Way (2010) Studio : - New Folks Volume 2 (1964) - A Toast to Those Who Are Gone (1986) | Chanson sur le condamné à mort Paul Crump (en).                     |
| Pleasures of the Harbor | Studio : - Pleasures of the Harbor (1967) En concert : - Gunfight at Carnegie Hall (1975) - Sings for Broadside (1976) - There and Now: Live in Vancouver 1968 (1990/1991) - Live at Newport (1996) - Live Again! (2014) - Live in Montreal, 10/22/1966 (2017) | Chanson inspirée par le film Les Hommes de la mer, avec John Wayne. |
| Power and the Glory     | Démo : - On My Way (2010) Studio : - All the News That's Fit to Sing (1964) - single (1974) En concert : - Evening Concerts Volume 1 (1963) - Live Again! (2014) - Live in Montreal, 10/22/1966 (2017)                                                         | Hymne patriotique.                                                  |
| Pretty Smart on My Part | Studio : - Rehearsals for Retirement (1969) En concert : - Live Again! (2014) |                                                                     |

## R
- Haut – A
- B
- C
- D
- E
- F
- G
- H
- I
- J
- K
- L
- M
- N
- O
- P
- Q
- R
- S
- T
- U
- V
- W
- X
- Y
- Z

| Titre                     | Albums                                                                                           | Remarques |
| ------------------------- | ------------------------------------------------------------------------------------------------ | --- |
| Ready Teddy               | En concert : - Gunfight at Carnegie Hall (1975)                                                  | Écrite par Robert Blackwell et John Marascalco, interprétée en medley avec d'autres chansons d'Elvis Presley. |
| Rehearsals for Retirement | Studio : - Rehearsals for Retirement (1969)                                                      | |
| Remember Me               | Démo : - The Broadside Tapes 1 (1989)                                                            | |
| Ringing of Revolution     | Démo : - Sings for Broadside (1976) En concert : - Phil Ochs in Concert (1966) - Amchitka (2009) | |
| Rivers of the Blood       | Démo : - The Broadside Tapes 1 (1989)                                                            | |

## S
- Haut – A
- B
- C
- D
- E
- F
- G
- H
- I
- J
- K
- L
- M
- N
- O
- P
- Q
- R
- S
- T
- U
- V
- W
- X
- Y
- Z

| Titre                                  | Albums | Remarques                                                                    |
| -------------------------------------- | --- | ---------------------------------------------------------------------------- |
| Santo Domingo                          | En concert : - Phil Ochs in Concert (1966) - Sings for Broadside (1976) - Live Again! (2014)                 | Chanson sur l'intervention des États-Unis dans la guerre civile dominicaine. |
| School Days                            | En concert : - American Troubadour (1997)                                                                    | Reprise de Chuck Berry.                                                      |
| The Scorpion Departs But Never Returns | Studio : - Rehearsals for Retirement (1969) En concert : - There and Now: Live in Vancouver 1968 (1990/1991) | Chanson sur le naufrage du sous-marin nucléaire USS Scorpion (SSN-589).      |
| Song of a Soldier                      | Démo : - Farewells and Fantasies (1997)                                                                      |                                                                              |
| Song of My Returning                   | Studio : - A Toast to Those Who Are Gone (1986) En concert : - Live in Montreal, 10/22/1966 (2017)           |                                                                              |
| Spaceman                               | Démo : - The Broadside Tapes 1 (1989)                                                                        |                                                                              |
| Spanish Civil War Song                 | Démo : - The Broadside Tapes 1 (1989) - On My Way (2010)                                                     | Chanson sur la guerre d'Espagne.                                             |

## T
- Haut – A
- B
- C
- D
- E
- F
- G
- H
- I
- J
- K
- L
- M
- N
- O
- P
- Q
- R
- S
- T
- U
- V
- W
- X
- Y
- Z

| Titre                         | Albums | Remarques |
| ----------------------------- | --- | --- |
| Talkin' Cuban Crisis          | Démo : - On My Way (2010) Studio : - All the News That's Fit to Sing (1964) | Chanson sur la crise des missiles de Cuba.                                                                         |
| Talking Airplane Disaster     | Démo : - On My Way (2010) Studio : - New Folks Volume 2 (1964) | |
| Talking Birmingham Jam        | Studio : - I Ain't Marching Anymore (1965) En concert : - Newport Broadside (1964) | Chanson sur la campagne de Birmingham.                                                                             |
| Talkin' Pay TV                | Démo : - The Broadside Tapes 1 (1989) | Chanson sur la télévision par câble.                                                                               |
| Talkin' Vietnam Blues         | Studio : - All the News That's Fit to Sing (1964) En concert : - Live at Newport (1996) | Chanson sur le rôle des États-Unis dans la guerre du Viêt Nam.                                                     |
| Tape from California          | Studio : - Tape from California (1968) En concert : - Gunfight at Carnegie Hall (1975) | |
| Ten Cents a Coup              | En concert : - Greatest Hits (1969) | Chanson adressée au président Richard Nixon et au vice-président Spiro Agnew.                                      |
| That's the Way It's Gonna Be  | Démo : - The Broadside Tapes 1 (1989) | |
| That's What I Want to Hear    | Démo : - Sings for Broadside (1976) Studio : - I Ain't Marching Anymore (1965) | |
| That Was the President        | Studio : - I Ain't Marching Anymore (1965) | Chanson dédiée au président John F. Kennedy.                                                                       |
| There but for Fortune         | Studio : - New Folks Volume 2 (1964) En concert : - Phil Ochs in Concert (1966) - There and Now: Live in Vancouver 1968 (1990/1991) - Live Again! (2014) - Live in Montreal, 10/22/1966 (2017) | |
| Think It Over                 | En concert : - Gunfight at Carnegie Hall (1975) | Écrite par Buddy Holly, Norman Petty et Jerry Allison (en), interprétée en medley avec d'autres chansons de Holly. |
| The Thresher                  | Studio : - All the News That's Fit to Sing (1964) | Chanson sur le naufrage du sous-marin nucléaire USS Thresher (SSN-593).                                            |
| Time Was                      | Démo : - The Broadside Tapes 1 (1989) - On My Way (2010) | |
| A Toast to Those Who Are Gone | Studio : - A Toast to Those Who Are Gone (1986) | |
| Too Many Martyrs              | Studio : - All the News That's Fit to Sing (1964) En concert : - Newport Broadside (July 1963)                                                                                                 | Coécrite avec Bob Gibson, cette chanson évoque le meurtre du militant des droits civiques Medgar Evers.            |
| The Trial                     | Studio : - A Toast to Those Who Are Gone (1986) | |

## U
- Haut – A
- B
- C
- D
- E
- F
- G
- H
- I
- J
- K
- L
- M
- N
- O
- P
- Q
- R
- S
- T
- U
- V
- W
- X
- Y
- Z

| Titre        | Albums                              | Remarques                                   |
| ------------ | ----------------------------------- | ------------------------------------------- |
| United Fruit | Démo : - Sings for Broadside (1976) | Chanson adressée à la United Fruit Company. |

## W
- Haut – A
- B
- C
- D
- E
- F
- G
- H
- I
- J
- K
- L
- M
- N
- O
- P
- Q
- R
- S
- T
- U
- V
- W
- X
- Y
- Z

| Titre                                                          | Albums | Remarques |
| -------------------------------------------------------------- | --- | --- |
| The War Is Over (en)                                           | Studio : - Tape from California (1968)                                                                       | Chanson anti-guerre du Viêt Nam.                                                                             |
| We Seek No Wider War                                           | Démo : - Farewells and Fantasies (1997)                                                                      | Chanson sur le rôle des États-Unis dans la guerre du Viêt Nam.                                               |
| What Are You Fighting For?                                     | Démo : - Sings for Broadside (1976) Studio : - New Folks Volume 2 (1964)                                     | |
| What's That I Hear                                             | Studio : - All the News That's Fit to Sing (1964)                                                            | |
| When I'm Gone                                                  | En concert : - Phil Ochs in Concert (1966)                                                                   | |
| Where Were You in Chicago?                                     | Studio : - Rehearsals for Retirement (1969) En concert : - There and Now: Live in Vancouver 1968 (1990/1991) | Inspirée par la répression policière des manifestations entourant la convention nationale démocrate de 1968. |
| White Boots Marching in a Yellow Land                          | Studio : - Tape from California (1968)                                                                       | Chanson sur le rôle des États-Unis dans la guerre du Viêt Nam.                                               |
| William Butler Yeats Visits Lincoln Park and Escapes Unscathed | Studio : - Rehearsals for Retirement (1969) En concert : - There and Now: Live in Vancouver 1968 (1990/1991) | Inspirée par la répression policière des manifestations entourant la convention nationale démocrate de 1968. |
| William Moore                                                  | Studio : - New Folks Volume 2 (1964) - A Toast to Those Who Are Gone (1986)                                  | Chanson sur le militant des droits civiques William Lewis Moore (en).                                        |
| The World Began in Eden and Ended in Los Angeles               | Studio : - Rehearsals for Retirement (1969) En concert : - There and Now: Live in Vancouver 1968 (1990/1991) | |